# 中国宝鸡羽毛球大师赛
中国宝鸡羽毛球大师赛，官方名稱為中国（宝鸡）国际羽毛球大师赛，是2024年在中國陕西省宝鸡市設立的羽毛球公開錦標賽，屬於第二等別第六級賽事（超級100賽）。

## 歷史
中國陕西省宝鸡市自2019年起多次承辦國家羽球頂級賽事，逐漸養成良好賽事舉辦條件及經驗。2024年1月，中国羽毛球协会公開徵集2024年－2026年世界羽聯世界巡迴賽超級100賽和國際挑戰賽申辦城市，5月時確定由宝鸡市承辦，為中國西北地區首次舉辦世界级羽毛球赛事。
首屆賽事在宝鸡市体育馆舉行，總獎金10萬美元；最終，中國選手包辦所有項目決賽。

## 歷屆優勝者
| 年份 | 男子單打 | 女子單打 | 男子雙打  | 女子雙打      | 混合雙打      |
| ---- | -------- | -------- | --------- | ------------- | ------------- |
| 2024 | 胡哲安   | 韩千禧   | 黄荻 刘阳 | 陈笑菲 冯雪颖 | 章涵宇 鲍骊婧 |

## 歷屆賽事級別和總獎金
| 屆數 | 年份 | 公開賽級別 | 總獎金      |
| ---- | ---- | ---------- | ----------- |
| 1    | 2024 | 超級100賽  | 100,000美元 |